# Gerundino Fernández García

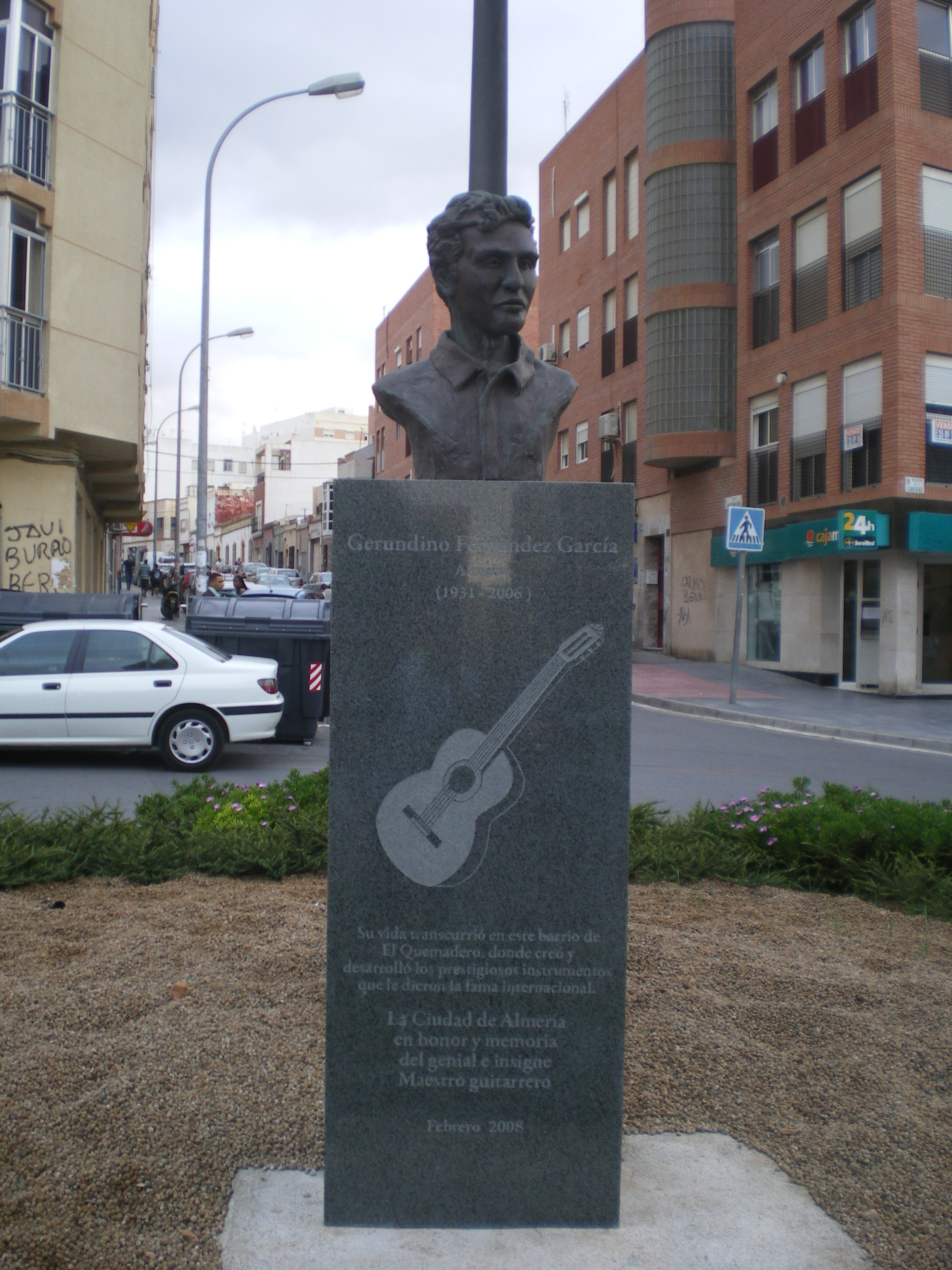
Gerundino Fernández, obra de María García Pérez, 2007.

Gerundino Fernández García (Almería, 10 de mayo de 1931 - ibídem, 14 de marzo de 2006) fue un lutier español.

## Biografía
Hijo de Isabel García, dentro de una familia muy humilde y numerosa (era el octavo de diez hermanos). Desde su niñez padeció una cojera debido a la poliomielitis. Comienza a tocar la guitarra desde su adolescencia, con el bandurrista Manuel Leal y después con Antonio el Sueco. Se dedicó inicialmente a la carpintería y la ebanistería, hasta 1956, en que empieza a trabajar en exclusiva en la construcción de guitarras, bandurrias y, especialmente, guitarras flamencas, conocidas después mundialmente como gerundinas. Le ayuda su hermano, Eladio Fernández, «Niño Alcazaba», sobre todo para obtener materiales de construcción, cumpliendo así la promesa hecha a su madre.
Primer Premio del Festival Internacional de Guitarreros de Ronda, Málaga, en 1978. Primer Premio y Premio a la Mejor Acústica del Concurso Internacional de la Unesco de Maestros Constructores de guitarras, París, 1988. Una de sus guitarras alcanzó máximo histórico en una subasta en Nueva York, al adjudicarse por 16.730 dólares.
Artistas y personajes que usan o han usado instrumentos construidos por Gerundino o son poseedores de alguno: Pedro Bacán, Paco del Gastor, José Luis Postigo, Vicente Amigo, Juan Martín, Joaquín Amador, Tomatito, Raimundo Amador o el cordobés afincado en Londres, Paco Peña, Eric Clapton, entre cuyos alumnos se encuentra el ex primer ministro británico Tony Blair, quien posee una gerundina. Muchos pasan por su casa, como el Pepe Habichuela o Paco de Lucía.
Raimundo Amador ha llegado a dedicarle un disco y una canción a su guitarra flamenca, la conocida como «Gerundina».
Casado con Josefa Llamas, enviudó en 1996, ya muy afectado por la artrosis y una progresiva sordera que acabaría por dejarlo prácticamente aislado. No abandonó sin embargo su vida bohemia y el contacto con sus amigos, con la Peña Flamenca «El Morato» o la de «Los Tempranos» de su barrio El Quemadero de Almería.
Falleció en Almería el 14 de marzo de 2006.